# Grorud
Grorud är en administrativ stadsdel ("bydel") i Groruddalen i nordöstra delen av Oslo kommun i Norge med 27 707 invånare (per den 1 januari 2020). Området var tidigare en självständig stadsdel (bydel), men slogs 2004 samman med Romsås bydel (och behöll namnet).
Två stationer bär områdets namn, en tunnelbanestation och en järnvägsstation. Grorud kyrka ligger också i området.
I Grorud finns ett granitbrott. Lokala namn på stenen man bryter där är Groruditt eller nordmarkit. Efter branden i Hamburg 1842 användes nordmarkitt från Grefsen och Grorud till kajer, broar, trappor och till Oscarsborgs fästning.
Stadsdelens totala areal är 703,8 hektar. Stadsdelen innehåller områdena Ammerud, Grorud, Kalbakken, Rødtvet, Nordtvet och Romsås. Stadsdelen gränsar mot Lillomarka och stadsdelarna Stovner, Alna och Bjerke. Stadsdelsadministrationen ("bydelsadministrasjonen") med offentliga stadsdelskontor ligger på Ammerud.
Norska riksväg 4 går genom stadsdelen. Ruters, före detta Oslo Sporveiers, tunnelbanelinje 5 till Vestli samt flera busslinjer betjänar området.

## Organisation
Stadsdelen är organiserad i följande avdelningar: 
- Välfärd och sociala tjänster
- Barn och unga
- Samhälle och närmiljö
- Beställarenheten
- Administration
- Ekonomi

Stadsdelens olika tjänster och erbjudanden till befolkningen förmedlas genom 44 tjänsteplatser som yrkesmässigt och administrativt är underlagt stadsdelsadministrationen. Det är drygt 800 årsverk i stadsdelen och stadsdelens netto budgetram är drygt 500 miljoner norska kronor.

## Galleri

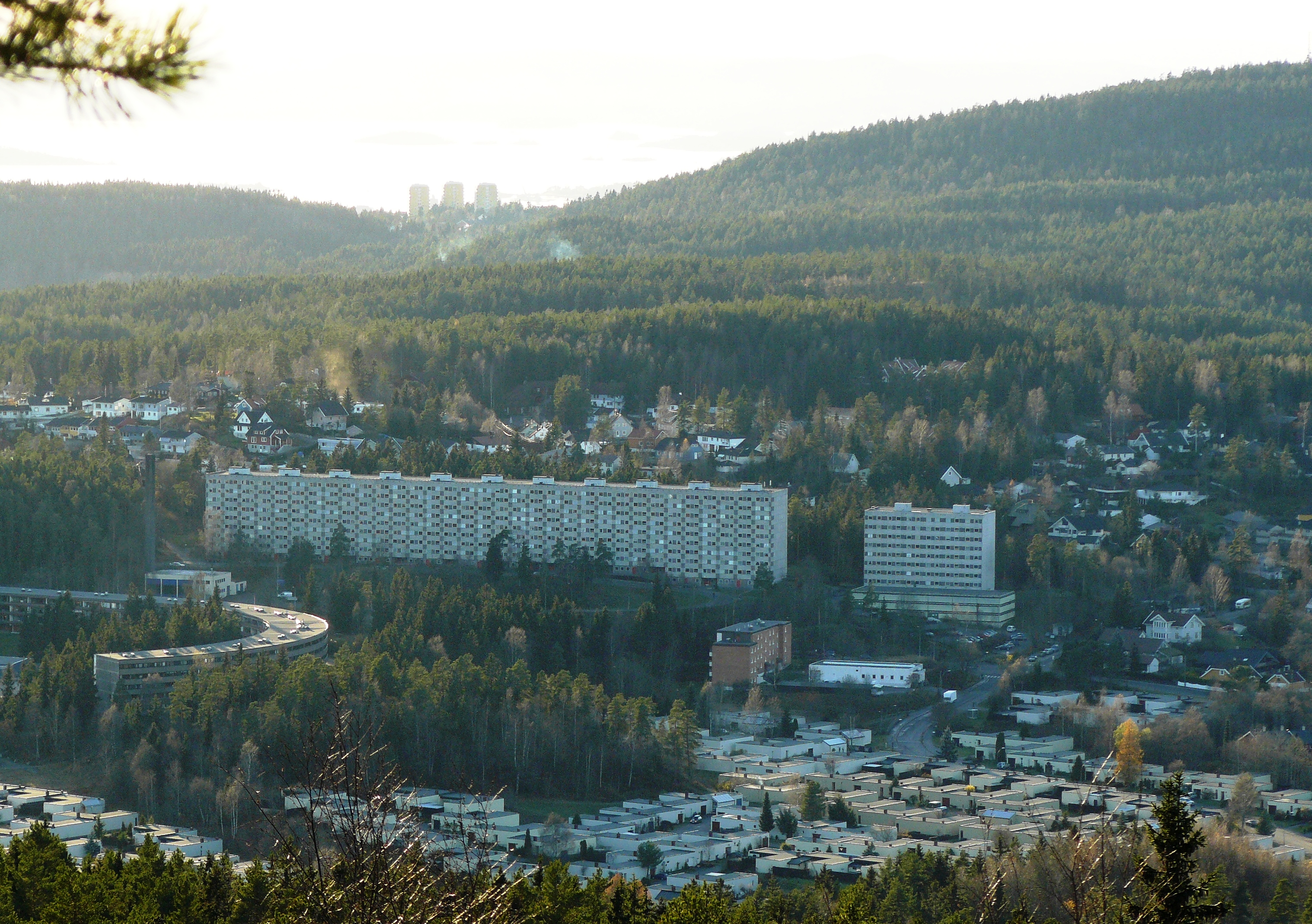
Ammerud sett från öst
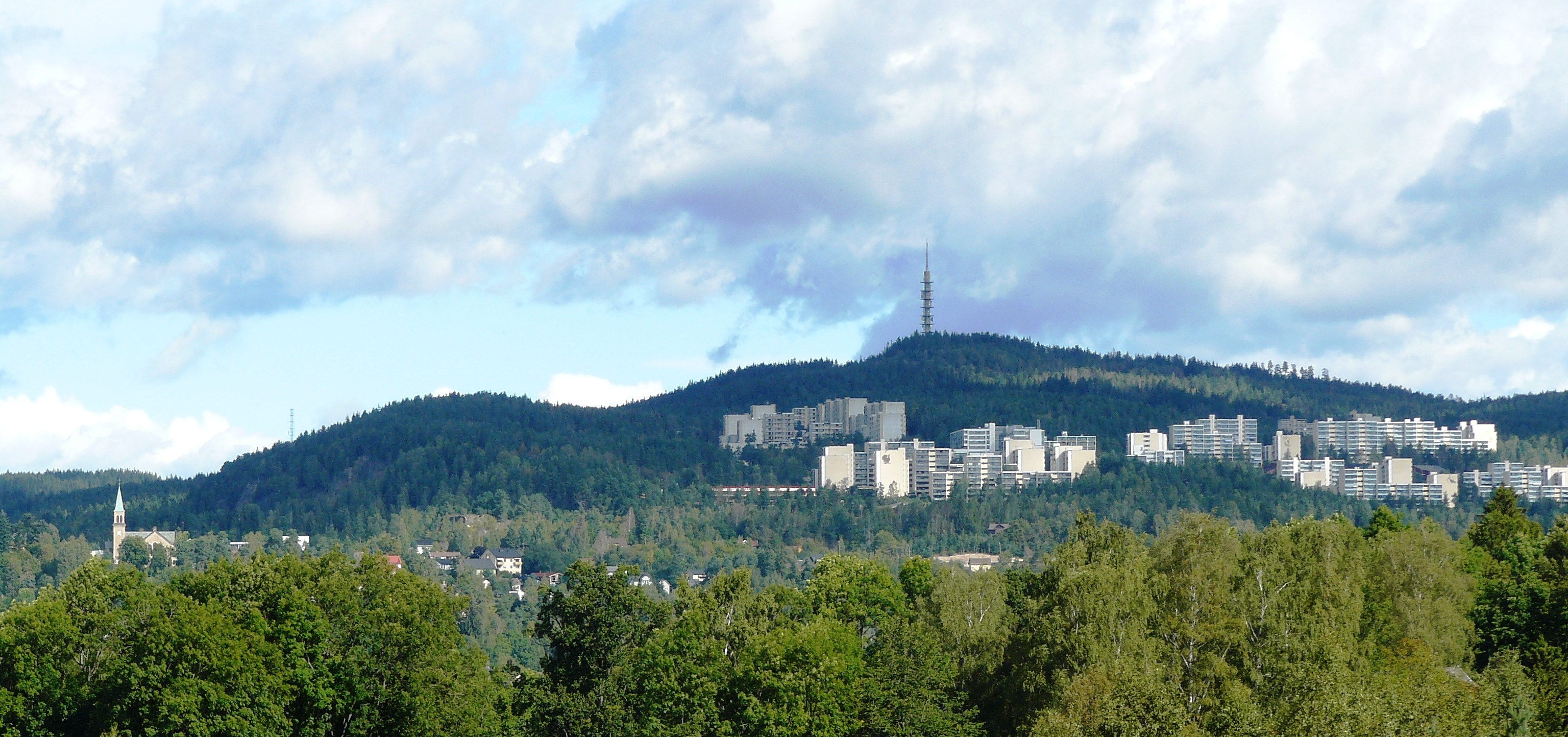
Romsås, med Grorud kyrka till vänster (öst)